# Montpelier (Vermont)
Montpelier is de hoofdstad van de staat Vermont in de Verenigde Staten van Amerika. Het is gelegen in het gewest Washington County, ongeveer 65 km ten oosten van Burlington, de grootste stad van Vermont. Bij de volkstelling van 2020 telde Montpelier 8.074 inwoners, en was daarmee de staatshoofdstad met het kleinste aantal inwoners.
Montpelier staat bekend om zijn levendige binnenstad, het gevolg van de aanwezigheid van politici en ambtenaren van het staatsbestuur. Het parlementsgebouw, het Vermont State House, dat vanuit de hele stad zichtbaar is, ligt aan State Street aan de westkant van de stad.
De Winooski-rivier stroomt langs de zuidkant van de binnenstad. Verscheidene zijriviertjes stromen door de woonwijken in de Winooski.
Montpelier is de enige staatshoofdstad in de Verenigde Staten die geen McDonald's restaurant heeft.
Naast de staatsregering, zijn de granietgroeven een belangrijke bron van inkomsten voor de bewoners. In de 19e eeuw was er ook veel bosbouw, maar deze nijverheid is aanzienlijk teruggelopen. Ook het New England Culinary Institute is in Montpelier te vinden.

## Geschiedenis

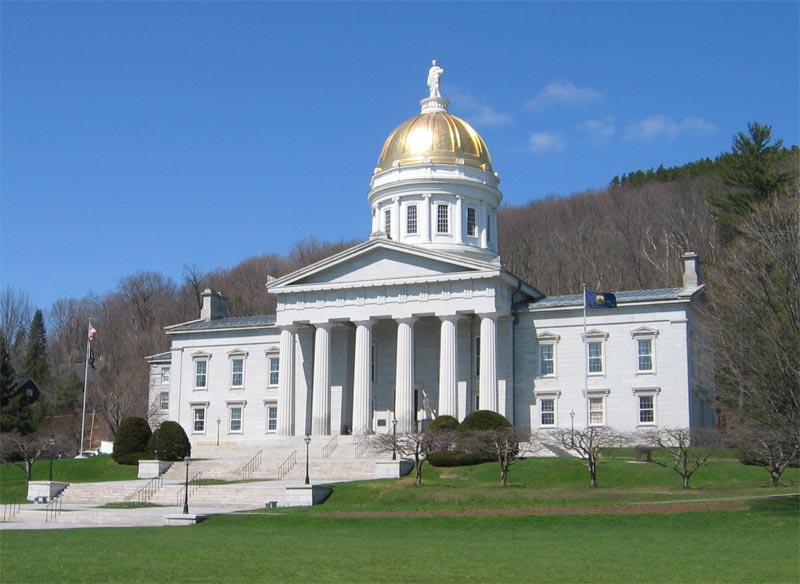
Vermont State House

De eerste nederzetting werd in mei 1787 gebouwd toen kolonel Jacob Davis en generaal Parley Davis vanuit Charlton, Massachusetts arriveerden. Generaal Davis verkende het omringende land en kolonel Davis bouwde een huis waar zijn familie introk. De kolonel vernoemde de nederzetting naar de Franse stad Montpellier, als eerbewijs aan de Fransen die de Amerikanen bijstonden in de Amerikaanse Onafhankelijkheidsoorlog. De nederzetting groeide snel en in 1791 was de bevolking 118 zielen groot.
Markies de Lafayette bezocht de stad in 1825 om het vijftigjarig bestaan van de Verenigde Staten te vieren. Een andere opzienbare gebeurtenis was de komst van de opening van de eerste spoorlijn in 1849 die Montpelier beter bereikbaar maakte. Daarmee gepaard ging de bouw van verschillende fabrieken. Met de bouw van verschillende watermolens voorzag de stad zichzelf in 1884 van elektriciteit voor de straatverlichting.
De staat Vermont riep 12 oktober 1899 uit tot Dewey Day om George Dewey te eren vanwege zijn bijdrage in de Slag in de Baai van Manilla en de Spaans-Amerikaanse Oorlog. Duizenden trokken naar Montpelier, de geboorteplaats van Dewey.
In 2005 vierde Montpelier dat het precies 200 jaar geleden - in 1805 - tot staatshoofdstad benoemd werd.

## Plaatsen in de nabije omgeving
De onderstaande figuur toont nabijgelegen plaatsen in een straal van 20 km rond Montpelier.

## Geboren
- George Dewey (1837-1917), admiraal
- Patrick Leahy (1940), senator voor Vermont